# Ponto de equilíbrio

Ponto de Equilíbrio (Break-Even Point) Onde as Prejuízos (Loss) e Lucros (Profit) zeram.

O ponto de equilíbrio (ou em inglês Break-Even Point (BEP)) em economia, negócios - e especificamente na contabilidade de custos - é o ponto em que o custo total e a receita total são iguais, ou seja, "uniforme". Não há perda ou ganho líquido e um "equilíbrio", embora os custos de oportunidade tenham sido pagos e o capital tenha recebido o retorno esperado ajustado ao risco. Em suma, todos os custos que devem ser pagos são pagos, e não há lucro ou prejuízo.

## Visão geral
O ponto de equilíbrio (BEP) ou nível de equilíbrio representa o valor das vendas - em termos de unidade (quantidade) ou receita (vendas) - que é necessário para cobrir os custos totais, consistindo em custos fixos e variáveis para a empresa. O lucro total no ponto de equilíbrio é zero. Só é possível para uma empresa ultrapassar o ponto de equilíbrio se o valor em dólares das vendas for maior do que o custo variável por unidade. Isso significa que o preço de venda do bem deve ser superior ao que a empresa pagou pelo bem ou seus componentes para cobrir o preço inicial pago (custos fixos e variáveis). Depois de ultrapassar o preço de equilíbrio, a empresa pode começar a ter lucro.
O ponto de equilíbrio é um dos conceitos mais comumente usados de análise financeira e não se limita apenas ao uso econômico, mas também pode ser usado por empreendedores, contadores, planejadores financeiros, gerentes e até profissionais de marketing. Os pontos de equilíbrio podem ser úteis para todas as áreas de uma empresa, pois permitem que os funcionários identifiquem os resultados necessários e trabalhem para alcançá-los.
O valor do ponto de equilíbrio não é um valor genérico e varia de acordo com o negócio individual. Algumas empresas podem ter um ponto de equilíbrio superior ou inferior. No entanto, é importante que cada negócio desenvolva um cálculo do ponto de equilíbrio, pois isso permitirá que eles vejam o número de unidades que precisam vender para cobrir seus custos variáveis. Cada venda também contribuirá para o pagamento dos custos fixos.
Por exemplo, uma empresa que vende mesas precisa fazer vendas anuais de 200 mesas para atingir o ponto de equilíbrio. Atualmente, a empresa está vendendo menos de 200 mesas e, portanto, está operando com prejuízo. Como empresa, eles devem considerar o aumento do número de mesas que vendem anualmente a fim de ganhar dinheiro suficiente para pagar os custos fixos e variáveis.
Se a empresa não achar que pode vender o número necessário de unidades, pode considerar as seguintes opções:
1. Reduza os custos fixos. Isso pode ser feito por meio de uma série de negociações, como reduções no pagamento de aluguel, ou por meio de uma melhor gestão de contas ou outros custos;
2. Reduzir os custos variáveis (o que pode ser feito encontrando um novo fornecedor que venda mesas por menos).

Qualquer uma das opções pode reduzir o ponto de equilíbrio, de forma que a empresa não precise vender tantas mesas quanto antes e ainda possa pagar custos fixos.

## Objetivo
O principal objetivo da análise do ponto de equilíbrio é determinar a produção mínima que deve ser excedida para que uma empresa tenha lucro. Também é um indicador aproximado do impacto nos lucros de uma atividade de marketing. Uma empresa pode analisar os níveis de produção ideais para ter conhecimento da quantidade de vendas e receitas que atingiriam e ultrapassariam o ponto de equilíbrio. Se uma empresa não atinge esse nível, geralmente fica difícil continuar operando.
O ponto de equilíbrio é uma das ferramentas analíticas mais simples, embora menos usadas. Identificar um ponto de equilíbrio ajuda a fornecer uma visão dinâmica das relações entre vendas, custos e lucros. Por exemplo, expressar as vendas do ponto de equilíbrio como uma porcentagem das vendas reais pode ajudar os gerentes a entender quando esperar o ponto de equilíbrio (vinculando a porcentagem a quando na semana ou mês essa porcentagem das vendas pode ocorrer).
O ponto de equilíbrio é um caso especial de Vendas de Renda Alvo, onde Renda Alvo é 0 (equilíbrio). Isso é muito importante para a análise financeira. Todas as vendas feitas além do ponto de equilíbrio podem ser consideradas lucro (depois que todos os custos iniciais foram pagos)
A análise do ponto de equilíbrio também pode fornecer dados que podem ser úteis para o departamento de marketing de uma empresa, pois fornece metas financeiras que a empresa pode repassar aos profissionais de marketing para que eles possam tentar aumentar as vendas.
A análise do ponto de equilíbrio também pode ajudar as empresas a ver onde podem reestruturar ou cortar custos para obter os melhores resultados. Isso pode ajudar a empresa a se tornar mais eficaz e obter retornos mais elevados. Em muitos casos, se um empreendimento está tentando decolar e entrar em um mercado, é aconselhável que eles formulem uma análise de equilíbrio para sugerir a potenciais financiadores que o negócio tem potencial para ser viável e em que pontos.

## Construção
No modelo de Análise de Custo-Volume-Lucro linear (onde os custos marginais e as receitas marginais são constantes, entre outras premissas), o ponto de equilíbrio (BEP) (em termos de Vendas Unitárias (X)) pode ser calculado diretamente em termos de Receita total (TR) e Custos totais (TC) como:

O ponto de equilíbrio (break-even point) pode, alternativamente, ser calculado como o ponto em que a margem de contribuição (contribution) é igual aos custos fixos (fixed costs)

{\displaystyle {\begin{aligned}{\text{TR}}&={\text{TC}}\\P\times X&={\text{TFC}}+V\times X\\P\times X-V\times X&={\text{TFC}}\\\left(P-V\right)\times X&={\text{TFC}}\\X&={\frac {\text{TFC}}{P-V}}\end{aligned}}}
Onde:
- TFC é Custos Fixos Totais ,
- P é o preço de venda unitário e
- V é o Custo Variável Unitário .

A quantidade, {\displaystyle \left(P-V\right)},  é de interesse próprio, e é chamada de Margem de Contribuição Unitária (C): é o lucro marginal por unidade ou, alternativamente, a parcela de cada venda que contribui para os Custos Fixos. Assim, o ponto de equilíbrio pode ser calculado mais simplesmente como o ponto onde Contribuição Total = Custo Fixo Total:
{\displaystyle {\begin{aligned}{\text{Contribuicao total}}&={\text{Custo fixo total}}\\{\text{Contribuicao unitaria}}\times {\text{Numero de unidades}}&={\text{Custo fixo total}}\\{\text{Numero de unidades}}&={\frac {\text{Custo fixo total}}{\text{Contribuição unitaria}}}\end{aligned}}}
Para calcular o ponto de equilíbrio em termos de receita (também conhecido como unidades monetárias, também conhecido como receitas de vendas) em vez de vendas unitárias (X), o cálculo acima pode ser multiplicado pelo preço, ou, de forma equivalente, a taxa de margem de contribuição (margem de contribuição da unidade sobre Preço) pode ser calculado:
{\displaystyle {\text{Break-even(em vendas)}}={\frac {\text{Custos fixos}}{C/P}}.}
R=C,
Onde R é a receita gerada, C é o custo incorrido, ou seja, custos fixos + custos variáveis ou
{\displaystyle {\begin{aligned}Q\times P&=\mathrm {TFC} +Q\times VC&{\text{(Preço por unidade)}}\\Q\times P-Q\times \mathrm {VC} &=\mathrm {TFC} \\Q\times (P-\mathrm {VC} )&=\mathrm {TFC} \\\end{aligned}}}

ou, análise de equilíbrio
Q = relação TFC / c / s = Ponto de equilíbrio

### Margem de segurança
A margem de segurança representa a força do negócio. Ele permite que uma empresa saiba qual é a quantia exata que ganhou ou perdeu e se está acima ou abaixo do ponto de equilíbrio. Na análise do ponto de equilíbrio, a margem de segurança é a extensão pela qual as vendas reais ou projetadas excedem as vendas do ponto de equilíbrio.
Margem de segurança = (saída de corrente - saída de equilíbrio)
Margem de segurança% = (saída de corrente - saída de equilíbrio) / saída de corrente × 100  Ao lidar com orçamentos, você deve substituir "Produção atual" por "Produção orçada". Se a relação P / V for fornecida, então a relação lucro / PV.

### Análise do ponto de equilíbrio
Ao inserir preços diferentes na fórmula, você obterá vários pontos de equilíbrio, um para cada preço cobrado possível. Se a empresa mudar o preço de venda de seu produto, de $ 2 para $ 2,30, no exemplo acima, ela teria que vender apenas 1 000 / (2,3 - 0,6) = 589 unidades para atingir o ponto de equilíbrio, em vez de 715.
Para tornar os resultados mais claros, eles podem ser representados graficamente. Para fazer isso, desenhe a curva de custo total (TC no diagrama), que mostra o custo total associado a cada nível de produção possível, a curva de custo fixo (FC) que mostra os custos que não variam com o nível de produção e, finalmente as várias linhas de receita total (R1, R2 e R3), que mostram a quantidade total de receita recebida em cada nível de saída, dado o preço que você cobrará.
Os pontos de equilíbrio (A, B, C) são os pontos de interseção entre a curva de custo total (TC) e uma curva de receita total (R1, R2 ou R3). A quantidade de equilíbrio em cada preço de venda pode ser lida no eixo horizontal e o preço de equilíbrio em cada preço de venda pode ser lido no eixo vertical. As curvas de custo total, receita total e custo fixo podem ser construídas com uma fórmula simples. Por exemplo, a curva de receita total é simplesmente o produto do preço de venda pela quantidade de cada quantidade produzida. Os dados usados nesta fórmula vêm de registros contábeis ou de várias técnicas de estimativa, como análise de regressão 

## Limitações
- A análise do ponto de equilíbrio é apenas uma análise do lado da oferta (ou seja, apenas custos), pois não diz nada sobre quais vendas provavelmente serão do produto a esses vários preços.
- Ele assume que os custos fixos (FC) são constantes. Embora isso seja verdade no curto prazo, um aumento na escala de produção provavelmente fará com que os custos fixos aumentem.
- Ele assume que os custos variáveis médios são constantes por unidade de produção, pelo menos na faixa das quantidades prováveis de vendas. (ou seja, linearidade).
- Ele assume que a quantidade de bens produzidos é igual à quantidade de bens vendidos (ou seja, não há mudança na quantidade de bens mantidos em estoque no início do período e na quantidade de bens mantidos em estoque no final do período).
- Em empresas com vários produtos, ele pressupõe que as proporções relativas de cada produto vendido e produzido são constantes (ou seja, o mix de vendas é constante).